# Tân Tú
Tân Tú là một xã thuộc huyện Bạch Thông, tỉnh Bắc Kạn, Việt Nam.
Tên của xã được ghép từ tên của hai xã cũ là Tân Tiến và Tú Trĩ.

## Địa lý
Xã Tân Tú nằm ở phía bắc huyện Bạch Thông, có vị trí địa lý:
- Phía đông giáp xã Sỹ Bình
- Phía tây giáp xã Lục Bình
- Phía nam giáp xã Nguyên Phúc và xã Quân Hà
- Phía bắc giáp thị trấn Phủ Thông và xã Vi Hương.

Xã Tân Tú có diện tích 26,20 km², dân số năm 2019 là 3.514 người, mật độ dân số đạt 134 người/km².
Quốc lộ 3 chạy qua địa bàn xã Tân Tú. Ngoài suối Vị Hương tương đối lớn, xã còn có một số dòng suối nhỏ như suối Then.

## Lịch sử
Địa bàn xã Tân Tú hiện nay trước đây vốn là hai xã Tân Tiến và Tú Trĩ thuộc huyện Bạch Thông.
Xã Tú Trĩ được đổi tên từ xã Quyết Thắng vào ngày 12 tháng 5 năm 1964 theo Quyết định số 150-NV của Bộ Nội vụ.
Trước khi sáp nhập, xã Tân Tiến có diện tích 13,70 km², dân số là 1.498 người, mật độ dân số đạt 109 người/km², có 7 thôn, bản: Nà Bản, Nà Xe, Nà Hoan, Cốc Pái, Còi Mò, Bản Lạnh, Nà Còi. Xã Tú Trĩ có diện tích 12,50 km², dân số là 2.016 người, mật độ dân số đạt 161 người/km², có 11 thôn, bản: Cốc Nao, Nà Tà, Phiêng Mòn, Pò Đeng, Pác Kéo, Bản Mới, Nà Lầu, Quan Làng, Cốc Bây, Nà Phát, Khuổi Sla.
Ngày 10 tháng 1 năm 2020, Ủy ban Thường vụ Quốc hội ban hành Nghị quyết số 855/NQ-UBTVQH14 về việc sắp xếp các đơn vị hành chính cấp xã thuộc tỉnh Bắc Kạn (nghị quyết có hiệu lực từ ngày 1 tháng 2 năm 2020). Theo đó, sáp nhập toàn bộ diện tích và dân số của hai xã Tân Tiến và Tú Trĩ thành xã Tân Tú.